# صخرة الحسيمة

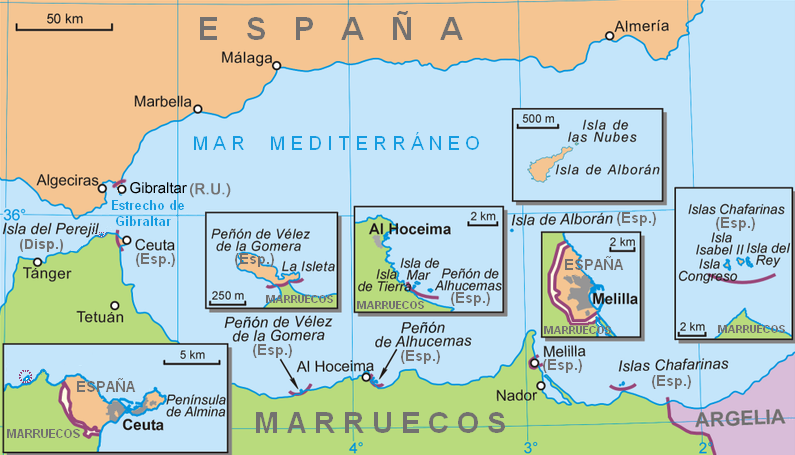

صخرة الحسيمة أو جزيرة النكور هي جزيرة إسبانية. طول الصخرة 70 مترًا وعرضها 50 مترًا، وترتفع 27 مترًا فوق سطح البحر. تبعد 300 متر عن ساحل مدينة الحسيمة المغربية. تابعة لإسبانيا هذه الجزيرة منذ عام 1559.

## الموقع
تقع صخرة الحسيمة قي شاطئ الصفيحة إلى الغرب قليلا من جزر الحسيمة، التي تبعد 300 متر من المدينة المغربية الحسيمة، ومسافة 146 كيلومترًا شرق مدينة سبتة، و 84 كم غرب مدينة مليلية. وهي جزيرة صغيرة بها حصن وكنيسة والعديد من المنازل. وتقع الصخرة أيضًا بالقرب من مهبط طائرات موجود على الساحل المغربي كانت تستخدمه القوات الإسبانية والفرنسية في أثناء حرب الريف عام 1920.

## النزاع الحدودي
يرفض المغرب الاعتراف بشرعية الحكم الإسباني على صخرة الحسيمة، وعلى مدينتي سبتة ومليلية والجزر الجعفرية (بالإسبانية: Chafarinas). يطالب المغرب إسبانيا بالدخول في مفاوضات مباشرة معها لأجل استرجاعهما، كما يعتبرهما إحدى أواخر معاقل الاستعمار في إفريقيا، غير أن المنطقة لم تصنفها الأمم المتحدة ضمن المناطق المحتلة.
اليوم يضم الحصن الذي بني في الجزيرة حوالي 60 فردًا من أفراد الحامية العسكرية الإسبانية.

## معرض صور

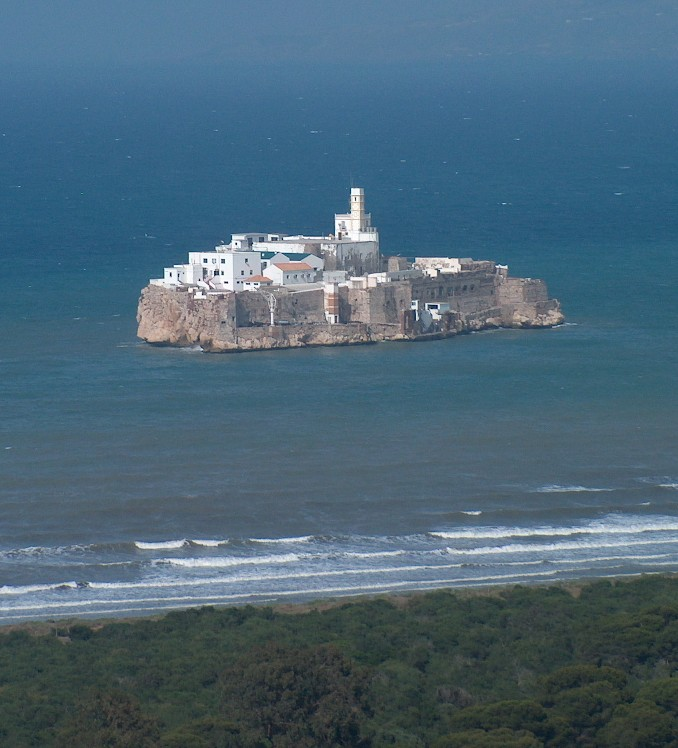
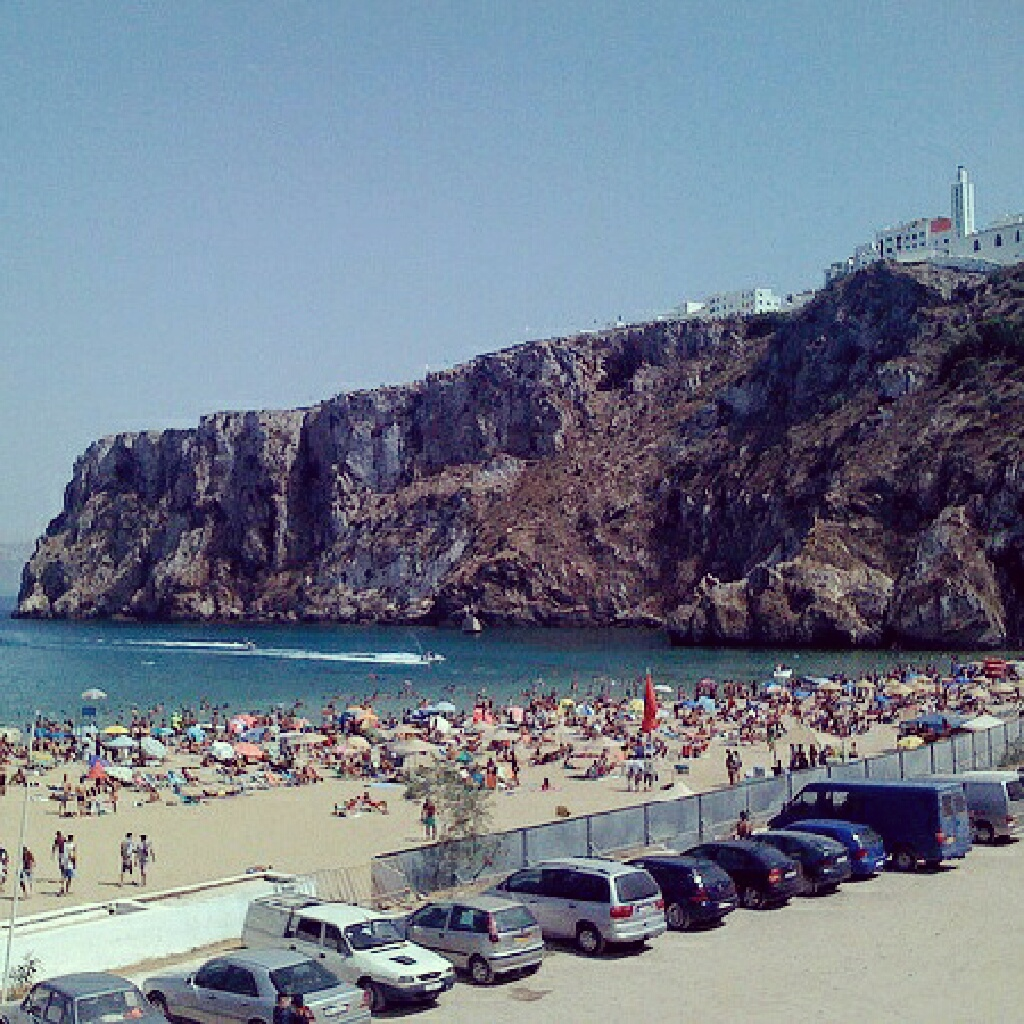
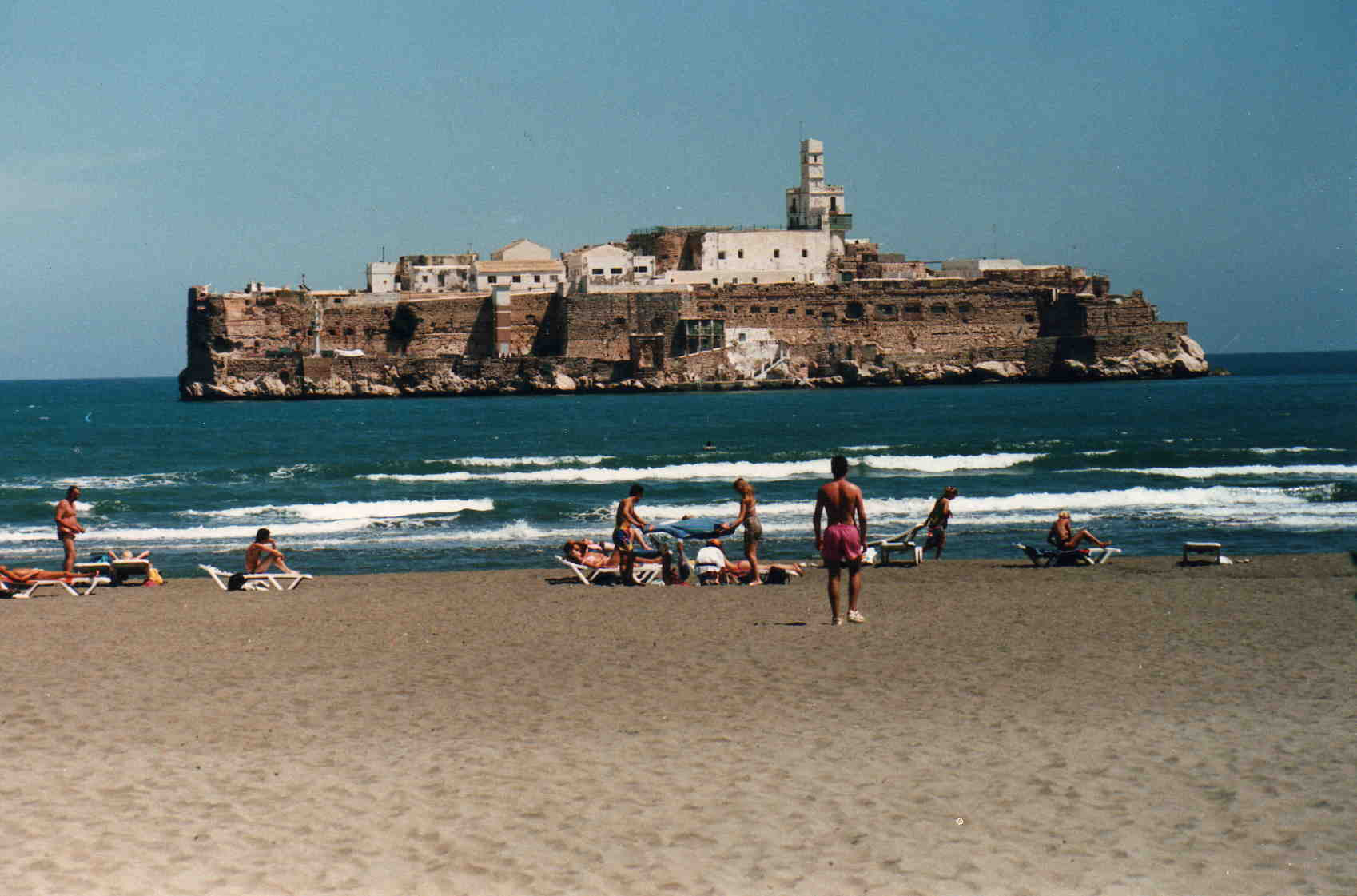